# Jim Morrison
James Douglas (Jim) Morrison (Melbourne (Florida), 8 december 1943 – Parijs, 3 juli 1971) was een Amerikaans zanger, dichter en tekstschrijver. Hij was frontman van de psychedelische rockband The Doors. Morrison wordt door muziekcritici beschouwd als een van de meest invloedrijke personen uit de rockgeschiedenis, onder meer door zijn poëtische teksten, kenmerkende stem, onvoorspelbare en grillige uitvoeringen en de dramatische omstandigheden rond zijn leven. Zijn muzikale erfenis en status als icoon van de Amerikaanse tegencultuur van de jaren 1960 leefden en leven nog lang na zijn overlijden voort.
Samen met pianist Ray Manzarek richtte Morrison in 1965 The Doors op in Californië. De groep verwierf bekendheid met de doorbraaksingle, Light My Fire, onderdeel van het debuutalbum The Doors. Morrison produceerde zes studioalbums met zijn band, die allemaal goed verkochten en lovende kritieken ontvingen.
Morrison worstelde gedurende zijn hele carrière met een alcoholverslaving, wat soms zijn optredens op het podium beïnvloedde. Op 3 juli 1971 stierf Morrison onverwachts op 27-jarige leeftijd in Parijs. De omstandigheden rond zijn dood zijn nooit helemaal opgehelderd, maar hingen vermoedelijk samen met overmatig drugsgebruik en eerder onopgemerkte lichamelijke aandoeningen. In 1993 werd Morrison samen met de andere Doors-leden opgenomen in de Rock and Roll Hall of Fame.

## Familie

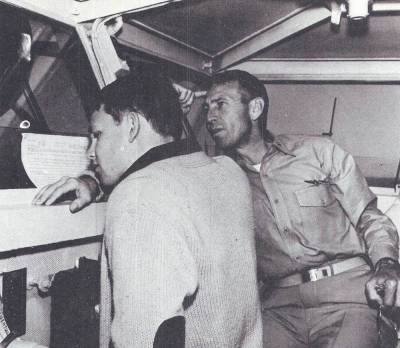
George Stephen Morrison en zijn zoon Jim op de brug van de USS Bon Homme Richard in januari 1964

Zijn vader was rear admiral (Nederlands: schout-bij-nacht) George Stephen Morrison, die als vlootcommandant betrokken was bij het Tonkin-incident in 1964, wat de aanleiding was voor de Amerikaanse deelname aan de Vietnamoorlog.

## Opleiding
Morrison ging naar de filmacademie in Los Angeles, Californië en leerde daar Ray Manzarek kennen, met wie hij The Doors oprichtte. Deze naam was ontleend aan 'The Doors of Perception', de titel van een boek van Aldous Huxley, die op zijn beurt de frase had ontleend aan een gedicht van William Blake: "If the doors of perception were cleansed every thing would appear to man as it is, infinite".
Morrison was voor veel jongeren in die dagen een idool. Hij leefde zeer intens en gebruikte vele soorten verslavende genotsmiddelen. Zijn enorme drankgebruik was exemplarisch. Hij was gefascineerd door literatuur, las enorm veel en schreef fanatiek poëzie. Zijn muziek toont invloeden van jazz en blues en zijn teksten waren vaak zeer filosofisch en dichterlijk van aard. Van hem is een aantal dichtbundels uitgegeven, zoals "The Lords & The New Creatures", "Wilderness" en "The American Night".

## Artistieke carrière
Morrison zag muziek als vehikel voor zijn poëzie en met zijn sterke theatrale persoonlijkheid en zijn beeldende gedichten werden concerten van The Doors complete seances, waarbij Morrison op geniale wijze direct contact met het publiek wist te leggen (bij latere concerten). Niet zelden echter strooiden zijn drank- en drugsgebruik bij optredens roet in het eten.
Tijdens zijn vele kroegentochten draaide hij er zijn hand niet voor om bij andere groepen op het podium te springen om mee te zingen en zijn eigen poëzie voor te dragen. Hij was een liefhebber van Canned Heat en met zanger Bob Hite deelde hij zijn liefde voor en kennis van de blues. Morrison was ook een bewonderaar van Brian Jones, gitarist van de Rolling Stones en hij was ontzet toen deze onder merkwaardige omstandigheden in 1969 dood werd aangetroffen.
Zijn carrière (en dus ook die van The Doors) werd onder andere ernstig bemoeilijkt door een voorval tijdens een concert in Miami in 1969, waar hij zijn penis aan het publiek zou hebben getoond. Vele ooggetuigen verklaarden later echter dat hij slechts zijn rits open deed. Uiteindelijk werden vier aanklachten tegen hem uitgevaardigd. Hij werd schuldig bevonden aan obsceen gedrag. De veroordeling zou Morrison niet in de koude kleren gaan zitten. Op diverse momenten en tijdstippen zei Morrison genoeg te hebben van het bandleven en verder te willen als dichter en filmer/acteur. De reputatie van The Doors, afgemeten tegen de heersende conservatieve moraal, werd door de uitspraak ernstig geschaad. Dit leidde ertoe dat optreden in bepaalde delen van Amerika onmogelijk werd en de band weinig activiteiten kon ontplooien. Wellicht is dit een van de redenen voor de afwezigheid van The Doors op belangrijke festivals als Monterey Pop Festival en Woodstock. De uitspraak werd uiteindelijk herroepen - 39 jaar na het overlijden van Morrison.

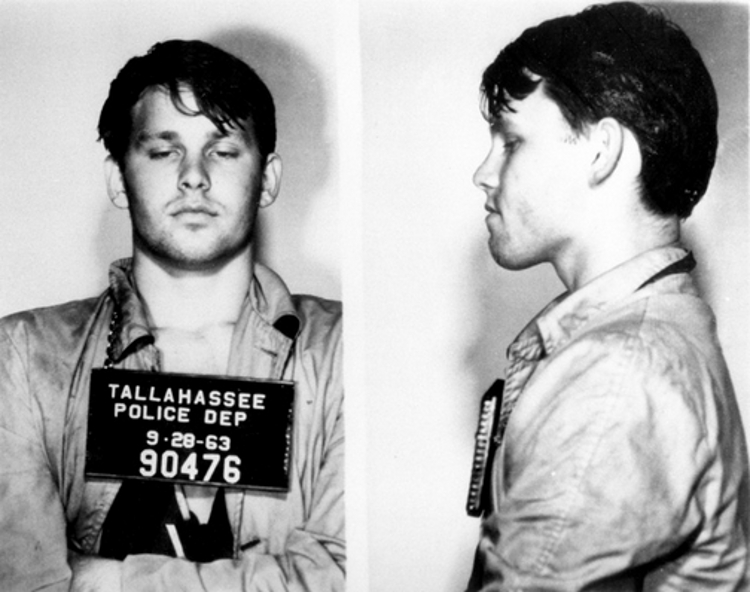
Arrestatiefoto van Morrison uit 1963

Een andere oorzaak zou kunnen zijn dat Morrison het slachtoffer werd van een wraakzuchtige Lou Adler, platenbaas bij Dunhill Records in Los Angeles, toen deze een paar jaar eerder in 1965 hun eerste demo-EP op denigrerende wijze beluisterde en Morrison, in zijn hoedanigheid als onbekende en beginnende artiest, Adler op niet mis te verstane wijze te kennen gaf lak te hebben aan zijn oordeel over hun muziek. Vaak is geopperd dat The Doors als zondebok gebruikt werden door conservatieve elementen in de Verenigde Staten die een bedreiging zagen in de hippiebeweging. Mede vanuit de hippiebeweging kwam de sterke vredesbeweging onder jongeren op. Amerika bevond zich op dat moment al een paar jaar in de steeds verder escalerende Vietnamoorlog, die een enorme morele verdeeldheid bij de Amerikaanse bevolking veroorzaakte. Typerend is dat Morrisons vader een hoge rang bij de Amerikaanse marine bekleedde en direct betrokken was bij de oorlog in Vietnam. Een bekend nummer van Morrison is The Unknown Soldier, dat een sterk antimilitaristische toonzetting heeft. De muziek van The Doors (Light my Fire, The End) was zeer populair bij zowel hippies als soldaten, die in Vietnam moesten vechten.
Morrison besloot al op vrij jonge leeftijd zich definitief van zijn ouders af te keren. Dit is te horen in enkele tekstregels van nummers, dan wel liveversies. Tegen de pers zou hij verklaren dat zijn ouders dood zijn. Zijn vader stelt echter dat Morrison dit verklaarde om zijn familie te beschermen tegen te veel aandacht.

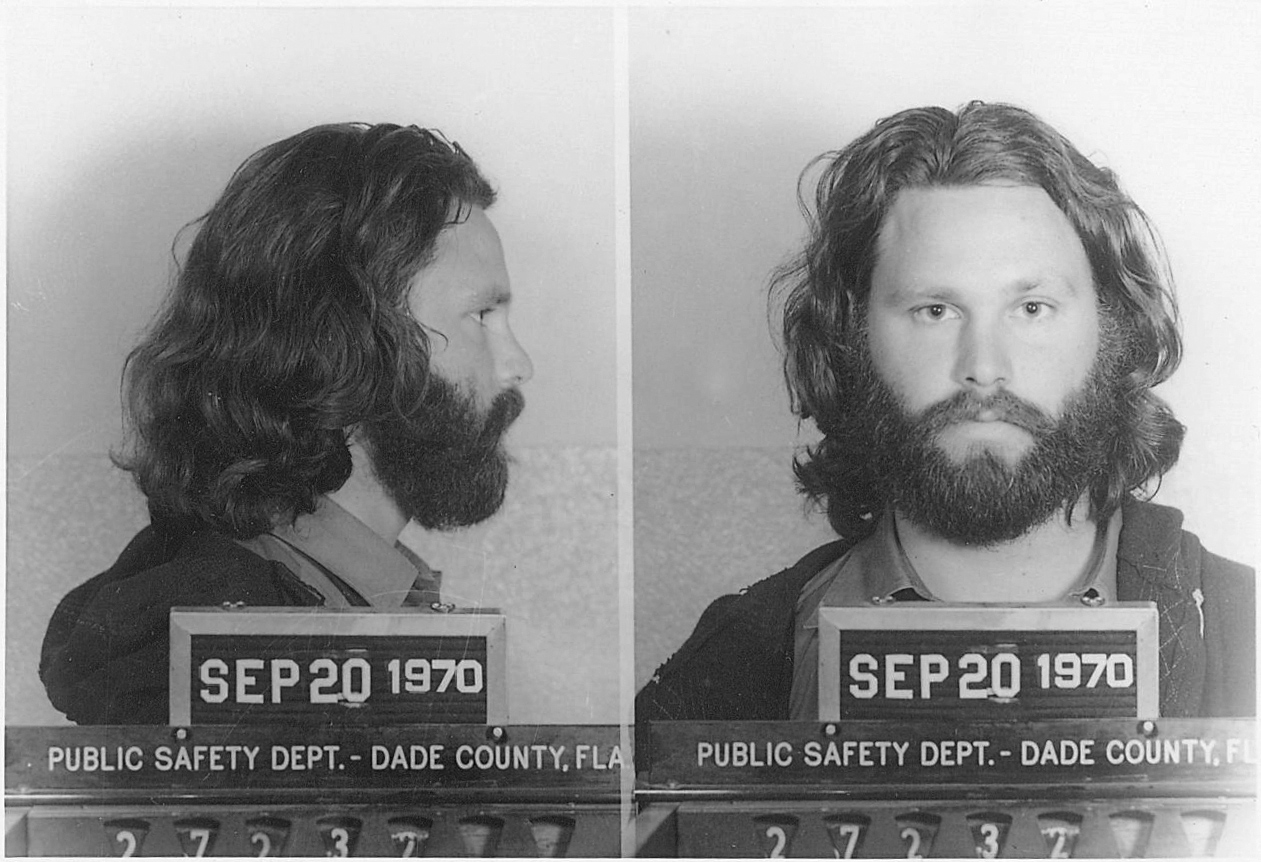
Arrestatiefoto van Morrison uit 1970

Morrisons drankgebruik nam drastisch toe. Dit is goed te horen op het album L.A. Woman uit 1971, waar zijn stem rauwer en doorleefder is dan de krachtige, sonore stem op bijvoorbeeld het debuutalbum The Doors.

## Verhuizing naar Parijs en overlijden

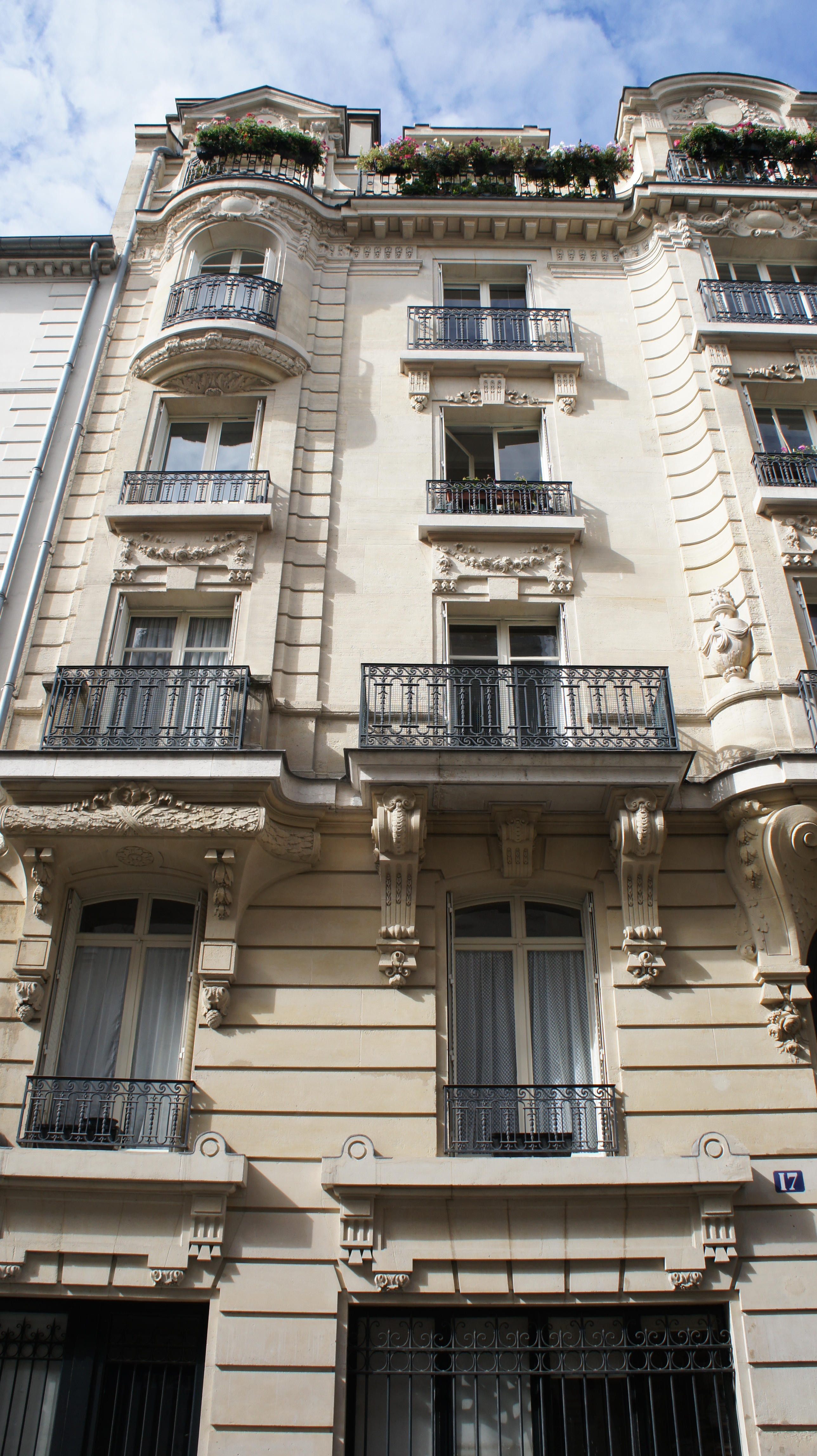
Huis waar Jim Morrison is gestorven, Rue Beautreillis 17 in Parijs

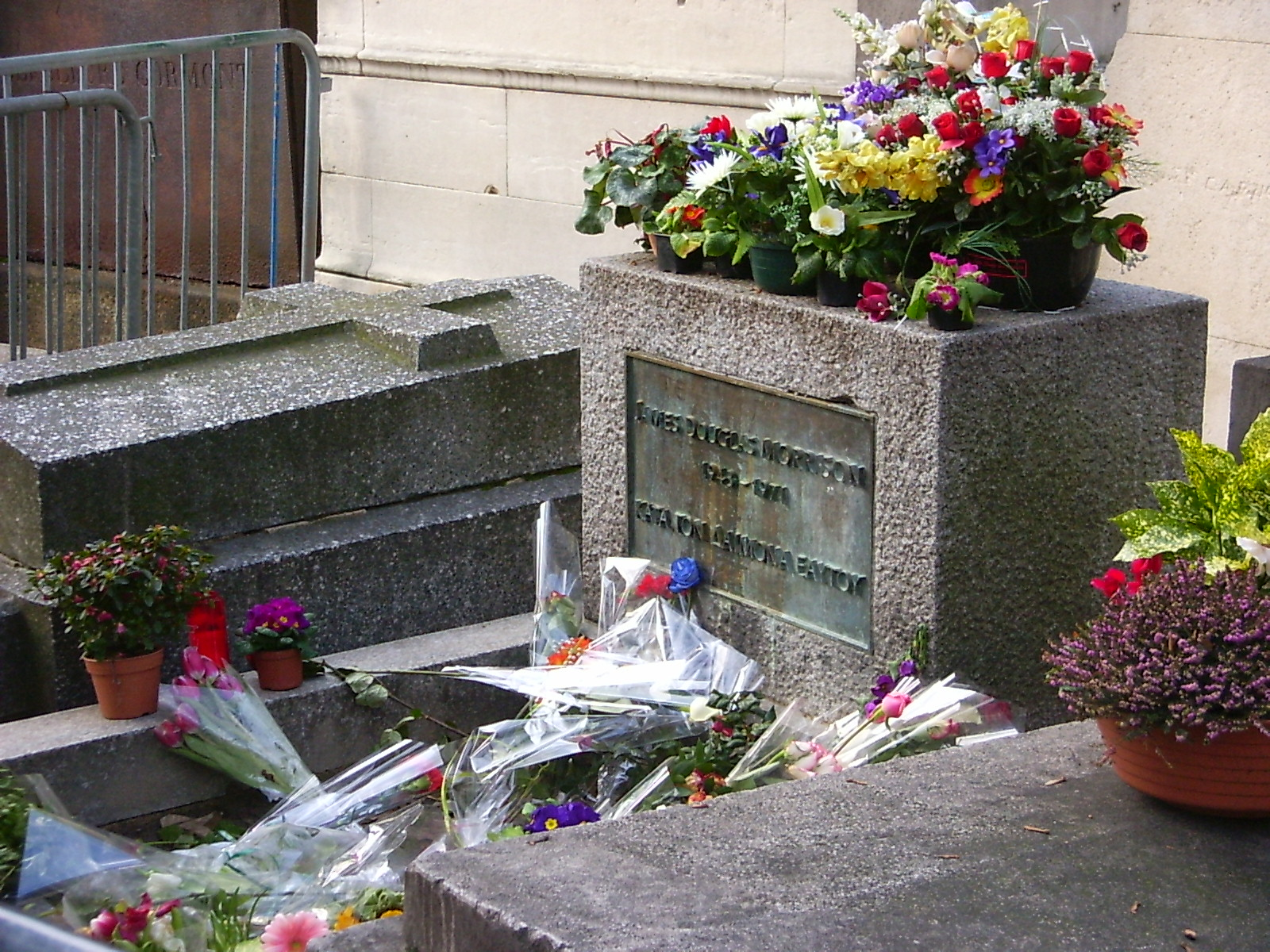
Begraafplaats 'Père Lachaise', Parijs. Graf van Jim Morrison (januari 2005)

In maart van 1971 verhuisde hij naar Parijs om zich te concentreren op zijn schrijven en om verdere juridische problemen te voorkomen. In kringen rondom Morrison ging het gerucht dat de regering-Nixon hem gevangen wilde zetten als voorbeeld om "subversief" verzet tegen de Vietnamoorlog te bestraffen.
De overige drie bandleden hadden toen al besloten dat ze zonder Morrison de band wilden voortzetten.
In Parijs leefde hij onder zijn doopnaam James Douglas en kon hij tamelijk anoniem over straat. Dit beviel hem heel goed, in tegenstelling tot zijn verblijf in Amerika. Hij schreef veel (al wordt ook wel beweerd dat Morrison juist zwaar te lijden had van een schrijversblok) en ondanks het feit dat hij de Franse taal niet machtig was, bezocht hij veel toneel en was hij op veel filmsets van diverse beroemde Franse filmers aanwezig. Hij overleed op 27-jarige leeftijd op 3 juli 1971 onder omstandigheden die nooit opgehelderd zijn, waarschijnlijk als gevolg van een overdosis drugs. Als officiële doodsoorzaak staat in de overlijdensakte een hartaanval genoteerd. Hij zou liggend in een badkuip aangetroffen zijn.
Jim Morrison ligt begraven op de begraafplaats 'Père-Lachaise'. Zijn graf trekt nog steeds veel bezoekers.10 jaar na Morrison’s dood, creëerde de Kroatische kunstenaar Mladen Mikulin in 1981 als herdenking een borstbeeld van Morrison voor op zijn graf. Dit borstbeeld werd in 1988 gestolen. De familie van Morrison wilde na de diefstal niet dat er een nieuw borstbeeld gemaakt zou worden. Het borstbeeld van de zanger werd in mei 2025 per toeval teruggevonden in Parijs tijdens een huiszoeking in verband met een fraudezaak. Op het graf staat de Griekse tekst: κατα τον δαιμονα εαυτου, kata ton daimona eautou. Er zijn meerdere vertalingen mogelijk. In het Oudgrieks is de strekking iets in de trant van: Trouw aan zijn ziel. In het Nieuwgrieks is de vertaling Je eigen demon volgen (waarbij moet worden opgemerkt dat met 'demon' volgens de bron waar deze tekst vandaan komt, de zogeheten Thelema, een externe geest bedoeld wordt, in tegenstelling tot 'spirit', wat volgens Thelema duidt op een interne geest. Een demon kan dan beschouwd worden als een spirituele gids).
Door zijn voortijdige dood hoort hij bij de 27 club samen met Janis Joplin, Jimi Hendrix en Brian Jones. Later zijn ook de namen van Amy Winehouse en Kurt Cobain door velen toegevoegd aan de ledenlijst van popidolen die toevalligerwijs allemaal op 27-jarige leeftijd overleden.
Volgens de laatste biografie zou Pamela Courson tijdens zijn bescheiden begrafenis de laatste paragraaf uit Celebration of the lizard hebben voorgelezen, wat Jim volgens haar had gewild.
Jim Morrison wordt tot op de dag van vandaag nog bewonderd en er luisteren dagelijks nog tienduizenden mensen naar zijn muziek. Morrison was een groot idool voor velen en vooral ook iemand die zij bewonderen. 

## Trivia
- Morrison is het onderwerp in een aflevering van Jiskefet.[4] In deze aflevering komt o.a. ook het graf van Morrison in beeld.

## Biografisch materiaal
- Rond het leven van Morrison is in 1991 een film verschenen met de titel 'The Doors', geregisseerd door Oliver Stone. De rol van Morrison werd gespeeld door Val Kilmer, wiens stemgeluid wonderwel gelijkend is.[5] De rol van Pamela Courson werd vertolkt door Meg Ryan.
- De biografie uit 2004 Jim Morrison door Stephen Davis.
- No One Here Gets Out Alive is een gewaardeerde biografie van de hand van Jerry Hopkins en Danny Sugerman, doorspekt met persoonlijke ervaringen met Jim Morrison. Wereldwijd werden meer dan 2 miljoen exemplaren verkocht.
- Riders On The Storm, de autobiografie van Doors-drummer John Densmore. Oliver Stone heeft delen van dit boek gebruikt voor het scenario van 'The Doors'.
- Light My Fire, de autobiografie van Doors-toetsenist Ray Manzarek.
- When you're strange, een film van Tom Dicillo uit 2010 over het leven van Jim Morrison. Het gesproken commentaar is van Doors-fan Johnny Depp.
- Dichter van de chaos, een biografische grafische roman uit 2012.
- Set the Night on Fire, de autobiografie van Doors-gitarist Robby Krieger.

- Bibsys: 90188935
- Biblioteca Nacional de Chile: 000202970
- Biblioteca Nacional de España: XX1100798
- Bibliothèque nationale de France: cb11916928c (data)
- Catàleg d'autoritats de noms i títols de Catalunya: 981058616914306706
- CiNii: DA07288654
- Digitale Bibliotheek voor de Nederlandse Letteren: morr023
- Gemeinsame Normdatei: 118584286
- International Standard Name Identifier: 0000 0000 8135 1152
- Library of Congress Control Number: n79140943
- Nationale Bibliotheek van Letland: 000072711
- MusicBrainz: c6619f89-5454-4e2d-aa19-b5596ba3b4c6
- Bibliotheek van het Japanse parlement: 00450596
- Nationale Bibliotheek van Tsjechië: jn20000701268
- Nationale bibliotheek van Australië: 35364082
- Nationale Bibliotheek van Israël: 987007438961305171
- Nationale Bibliotheek van Polen: a0000001181293
- Nationale en Universitaire bibliotheek Zagreb: 000038315
- Nederlandse Thesaurus van Auteursnamen: 070112177
- Istituto Centrale per il Catalogo Unico: CFIV110579
- SNAC: w6qc0rzs
- Système universitaire de documentation: 030877881
- Trove: 926451
- Virtual International Authority File: 56614064
- WorldCat: E39PBJpV4rcqWbtx3VtWkWDwmd

Jim Morrison · Robby Krieger · Ray Manzarek · John Densmore